# Oligodon splendidus
Oligodon splendidus este o specie de șerpi din genul Oligodon, familia Colubridae, descrisă de Günther 1875. A fost clasificată de IUCN ca specie cu risc scăzut. Conform Catalogue of Life specia Oligodon splendidus nu are subspecii cunoscute.

## Galerie

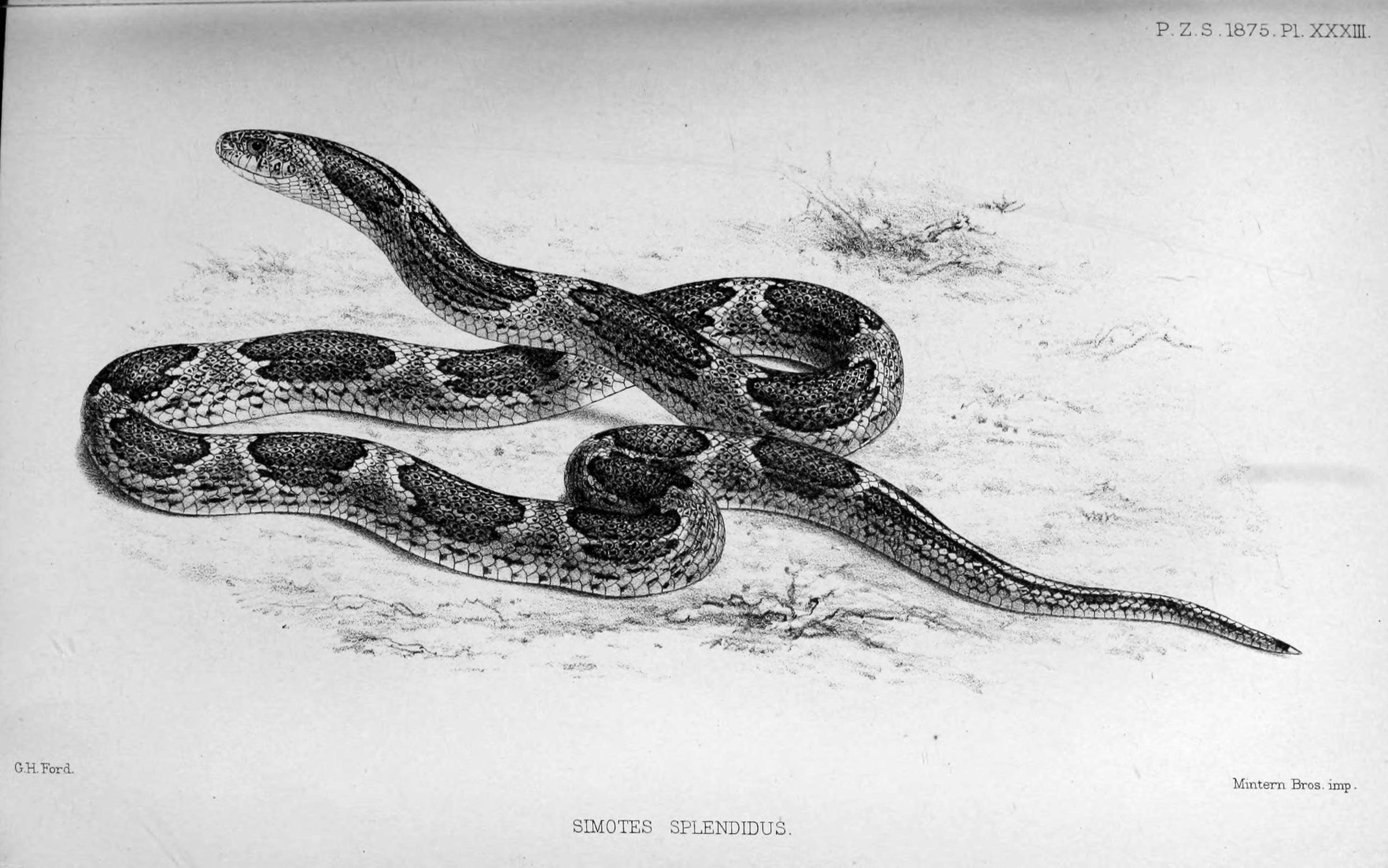
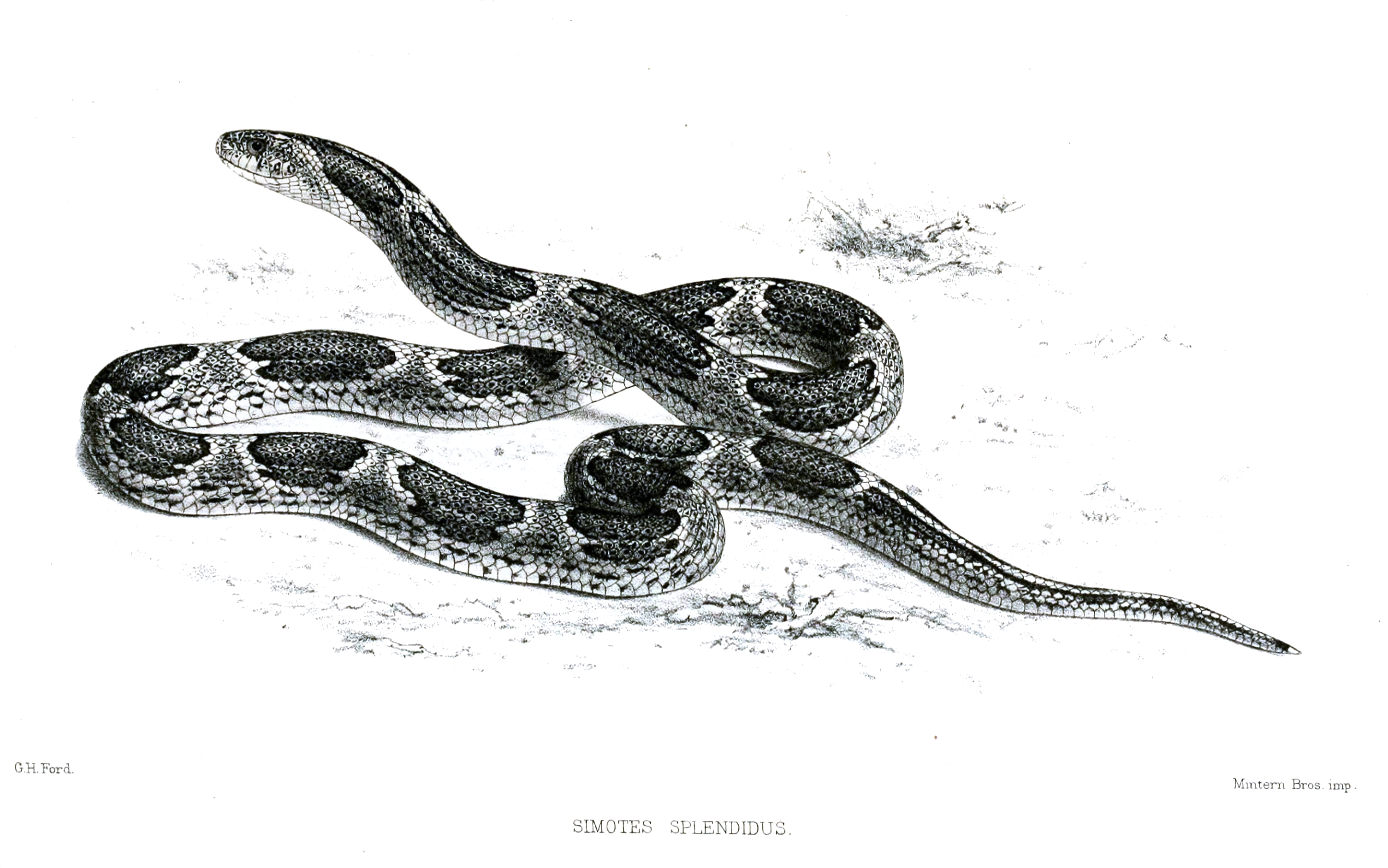